# Асерински, Юджин
Юджин Асерински (Азеринский; 6 мая 1921, Бруклин — 22 июля 1998, Карлсбад) — американский нейрофизиолог, совместно с Натаниэлом Клейтманом первооткрыватель фазы быстрого сна.

## Биография
Родился в Бруклине в семье еврейских иммигрантов из Российской империи. Его отец Борис Азеринский (1889—1974), эмигрировавший в США из Самары в возрасте двадцати лет, был дантистом, чья привязанность к азартным играм привела к семейным конфликтам и хронической бедности. Дед будущего учёного, книгоиздатель Лейб Азеринский, был владельцем типографии Л. М. Азеринского по ул. Дворянской, 94, в Самаре. В семье пользовались идишем и русским языком. Когда ему было 12 лет умерла его мать, Соня Азеринская (1887—1933).
После окончания Бруклинского колледжа, поступил в Университет Мэриленда на подготовительную медицинскую программу (premed), но не окончил учёбу. Работал бухгалтером, социальным работником, в годы Второй мировой войны служил на европейском фронте подносчиком снарядов, хотя был слеп на один глаз.
В 1950 году, будучи студентом Чикагского университета, поступил в сомнографическую лабораторию к Натаниэлу Клейтману, на тот момент самому известному исследователю физиологии сна в стране (the father of sleep research).

## Исследования
Первым исследовательским проектом Асеринского стало наблюдение за частотой моргательных движений младенцев в процессе засыпания. Несколько месяцев Асерински провел в наблюдениях, но единственным результатом стал факт, что существуют временные отрезки длиной примерно в 20 минут без морганий. К тому времени Асерински испытывал хроническую нужду: его жена Сильвия страдала маниакально-депрессивным расстройством, у них была новорожденная дочь Джилл (1952) и 7-летний сын Армонд, они жили в бывшем военном бараке, отапливаемом керогазом, а денег не хватало даже на еду, так что он подворовывал картофель в магазине.
Через год он приступил и изучению сна у старших детей и взрослых. В отличие от младенцев взрослые предпочитали спать в темноте, и совсем не радовались наблюдателю у своего лица. Клейтман предложил использовать динограф — прототип энцефалографа, который позволял регистрировать движения глазных мышц и электрические волны мозга. Имевшийся в университете аппарат оказался неисправен, причём даже производитель отказался приводить его в рабочее состояние, сославшись на то, что это досерийный экземпляр, собранный вручную по несохранившейся документации. С помощью сокурсника Асерински сумел-таки наладить прибор. А чтобы откалибровать его он привёл в лабораторию своего восьмилетнего сына Армонда.
Но откалибровать аппарат не получалось: в процессе сна динограф периодически выдавал серию зигзагов, характерных для бодрствующего человека. Были испробованы разные люди, разные схемы закрепления датчиков, но результат не менялся: аппарат периодически показывал «бодрствование», хотя человек явно спал. Через некоторое время пришло понимание, что виноват вовсе не прибор, и хотя Клейтман скептически отнёсся к заявлению Асерински, тот в итоге получил энцефалограф и помощника-студента Уильяма Демента. Начались эксперименты. В общей сложности сон был изучен у 26 человек. И хотя приходилось экономить бумагу и вести наблюдение не непрерывно, а фрагментами, Асерински смог обнаружить определённые закономерности и цикличность. Будя испытуемых в периоды быстрого движения глаз, он узнал, что в это время сновидения встречаются намного чаще. Также учащались пульс и дыхание.

## Признание

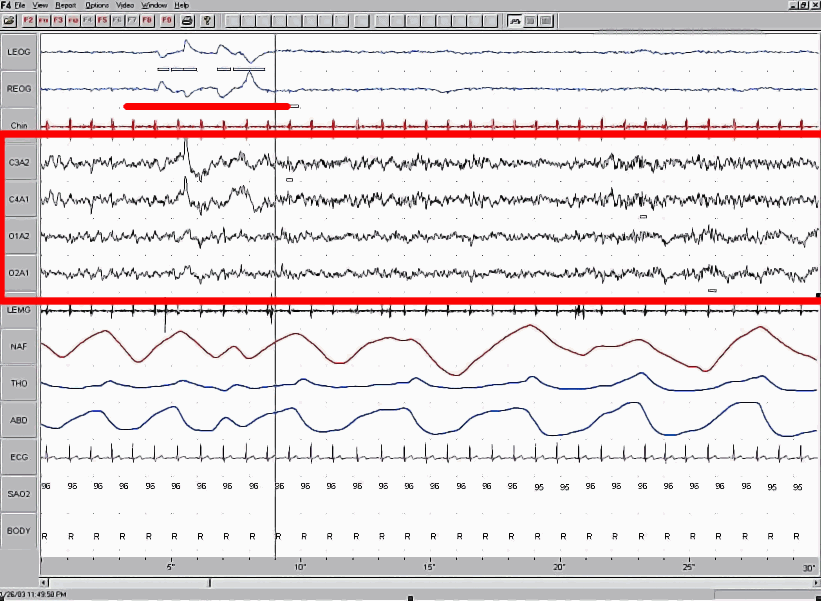
Электроэнцефалограмма выделена красной рамкой, фаза быстрого сна подчеркнута

В 1953 году Клейтман и Асеринский опубликовали результаты своих исследований в статье «Regularly occurring periods of eye mobility and concomitant phenomena during sleep» в журнале «Science». Это кардинально изменило представления учёных о том, что именно происходит с мозгом во время сна, и положило начало современной физиологии сна. Никогда ранее никто не наблюдал за активностью мозга во время сна на протяжении всей ночи, считая, что нет смысла наблюдать фактически отключенный орган.
Позднее, в отзыве на замечание Демента о том, что открытие фазы быстрого сна было плодом коллективных усилий, Асерински ответил:

«Если что и характеризует открытие R.E.M. (Rapid eye movement — фаза быстрого движения глаз), так это то, что там не было коллективной работы вовсе. Клейтман был замкнут, почти уединён сам с собой, и между нами было очень мало контактов. Кроме того, я сам исключительно упрямый человек и никогда не радуюсь перспективе совместной работы. Это незавидное качество сопровождало всю мою карьеру, в чём несложно убедиться из моего резюме: в первых тридцати моих статьях, охватывающих 25 лет работы, я единственный либо основной автор».
Асерински получил известность в научных кругах и степень PhD, но это не сильно сказалось на его материальном благосостоянии. Он переехал в Сиэтл, где изучал возможность управления косяками рыбы с помощью электрических волн, работал в Филадельфии в медицинском колледже, где изучал высокочастотную электрическую активность мозга.
В 1957 году его жена покончила жизнь самоубийством. Сын Асеринского Армонд убеждал отца вернуться в сомнологию, которая стала активно изучаться. В 1963 году Асерински приехал в Нью-Йорк, на съезд исследователей сна, лишь немногие узнали его, и то признавались, что думали, что его уже нет в живых. Асерински изучал физиологию сна в Институте психиатрии Филадельфии, а затем в медицинском колледже Джефферсона. Позднее возглавил физиологический факультет университета в Западной Вирджинии, но он так и не стал своим в учёных кругах, и в 1972 году его даже не пригласили на встречу сомнологов. Он оставался в тени, пребывая в безвестности.
В 1989 году доцент психиатрии Калифорнийского университета в Сан-Диего Питер Широмани случайно познакомился с дочерью Асеринского: его номер автомобиля содержал «REM SLEP», и она подошла и сказала: «Очень понравился ваш номер. Ведь как раз мой отец открыл R.E.M.». Широмани знал имя Асеринского, что очень удивило и обрадовало его дочь. Они обменялись контактами и спустя несколько лет знакомый Широмани сомнолог Джером Сигел пригласил Асерински на симпозиум 1995 года в Нэшвилле, который он готовил в честь 100-летия Клейтмана.
Несмотря на прошлые разногласия, Демент представил Асерински собранию специалистов, которые приветствовали его аплодисментами стоя. Его дочь Джил писала, что «это был один из наивысших моментов в его жизни».
Юджин Асерински погиб в 1998 году, в возрасте 77 лет. Его автомобиль врезался в дерево, предположительно Асерински уснул за рулём.